# Чеський референдум щодо Конституції Європейського Союзу (2006)
Чеський референдум щодо Конституції Європейського Союзу 2006 — референдум, що був запланований на 2006 рік з метою з'ясувати, чи повинна Чехія ратифікувати запропоновану Конституцію Європейського Союзу. Після того як виборці Франції та Нідерландів проголосували на аналогічних референдумах проти ратифікації, уряд Чехії заявив, що референдум буде скасований.
Чеські соціал-демократи, християнські демократи і партія зелених рішуче виступали та агітували за ратифікацію Конституції, проте президент Вацлав Клаус, відвертий євроскептик, відмовився підписувати конституційний договір у жовтні 2004 року та виступав проти ратифікації документа.

## Опитування
| Дата                  | Агенція        | За               | Проти  |      |      |
| --------------------- | -------------- | ---------------- | ------ | ---- | ---- |
| Дата                  | Агенція        | 2—10 квітня 2007 | STEM   | 40 % | 57 % |
| 24 березня 2007       | Open Europe    | 27 %             | 49 %   |      |      |
| 1—6 червня 2005       | STEM           | 48 %             | 52 %   |      |      |
| 2 червня 2005         | Factum Invenio | 31,5 %           | 33,7 % |      |      |
| 18—25 квітня 2005     | CVVM           | 41 %             | 33 %   |      |      |
| жовтень—листопад 2004 | TNS Opinion    | 63 %             | 18 %   |      |      |